# Carlos Bohl
Carlos Rafael Böhl Dupont fue un político peruano. 
Hijo de Moises Böhl Henriquez e Isabel Dupont Benavides, nació el 18 de mayo de 1895 en Tarma, departamento de Junín, Perú. Se casó con Ana 
Maria Pastrelli Tiravanti en 1916, luego con Alicia Gabriela Grellaud Oneto en 1936 y luego con Elsa Maria Vegas Vegas el 13 de marzo de 1963.
En 1939 fue elegido diputado por la provincia de Tarma por el partido Concentración Nacional que postuló a Manuel Prado Ugarteche a la presidencia de la república.